# Flaked
Flaked est une série télévisée américaine en quatorze épisodes d'environ 30 minutes créée par Will Arnett et Mark Chappell diffusée le 11 mars 2016 et le 2 juin 2017 sur Netflix, incluant dans tous les pays francophones.

## Synopsis
À Venice Beach, Chip semble avoir un quotidien paisible. Ce quadragénaire célibataire, et « alcoolique anonyme », passe la plupart du temps avec son meilleur ami Dennis. Dans ce quartier de Los Angeles aujourd'hui gentrifié, il se balade à vélo et connaît tout le monde. Une routine perturbée par l'arrivée d'une jeune femme nommée London.

## Distribution

### Acteurs principaux
- Will Arnett (VFB : Benoît Grimmiaux) : Chip
- David Sullivan (en) (VFB : Steve Driesen) : Dennis
- Ruth Kearney (VFB : Cathy Boquet) : London
- George Basil (en) (VFB : Alain Eloy) : Cooler

### Acteurs récurrents
- Robert Wisdom (VFB : Jean-Michel Vovk) : George
- Lina Esco (VFB : Mélanie Dambermont) : Kara (saison 1)
- T. Mills (VFB : Pierre Le Bec) : Stefan
- Heather Graham (VFB : Myriem Akheddiou) : Tilly
- Christopher Mintz-Plasse (VFB : Ilias Mettioui) : Topher
- Kirstie Alley (VFB : Angélique Leleux) : Jackie
- Mark Boone Junior (VFB : Patrick Descamps) : Jerry
- Jeff Daniel Phillips (VFB : Michelangelo Marchese) : Uno
- Seana Kofoed (en) (VFB : Karin Leclercq) : Vanessa Weiss
- Annika Marks (en) (VFB : Marie-Noëlle Hébrant) : Brooke
- Annabeth Gish (VFB : Karin Leclercq) : Alicia Wiener
- Frankie Shaw (VFB : Marcha Van Boven) : Natasha
- Elisabeth Röhm : Alex[2] (saison 2)
- Minerva García (VFB : Ethel Houbiers) : Officer Gomez
- Sab Shimono (VFB : Michel Gervais) : Wild Bill
- Peter Giles (VFB : Michelangelo Marchese) : Chris Gaines

Version française
- Studio de doublage : Sonicfilm
- Adaptation : Julie Girardot, Société Timecode ; Françoise Ménébrode
- Direction artistique : Marie-Line Landerwyn

 Source et légende : version française (VF) sur RS Doublage et carton de doublage sur Netflix.

## Épisodes

### Première saison (2016)
Tous les épisodes ont été écrits par  Will Arnett et Mark Chappell et mis en ligne le 11 mars 2016. Wally Pfister réalise les épisodes 1, 2, 7 et 8, Josh Gordon et Will Speck réalisent les épisodes 3 et 4, et Tom DiCillo réalise les épisodes 5 et 6. Les titres n'ont pas été traduits.
1. Westminster
2. Horizon
3. Rose
4. Palms
5. Electric
6. Shell
7. 7th
8. Sunset

### Deuxième saison (2017)
Le 27 juillet 2016, la série a été renouvelée pour une deuxième saison, mise en ligne le 2 juin 2017.
Cette saison peut compter sur la participation des réalisateurs Michael Patrick Jann (épisodes 1 et 2), Mark Chappell (épisode 3), Will Arnett (épisode 4), Ben Berman (épisodes 5 et 6), ainsi que des scénaristes Will Arnett et Mark Chappell (épisodes 1 et 6), Maggie Rowe (épisode 2), Bobby Bowman (épisode 3), Jim Vallely (en) (épisode 4), Evan Mann et Gareth Reynolds (épisode 5).
1. Jour un (Day One)
2. Jour deux (Day Two)
3. Jour trois (Day Three)
4. Jour quatre (Day Four)
5. Jour cinq (Day Five)
6. Jour six (Day Six)